# Neotrichoporoides dispersus
Neotrichoporoides dispersus är en stekelart som beskrevs av Graham 1986. Neotrichoporoides dispersus ingår i släktet Neotrichoporoides och familjen finglanssteklar.
Artens utbredningsområde är:
- Italien.
- Madeira.
- Spanien.

Inga underarter finns listade i Catalogue of Life.